# Kitchen Nightmares
Kitchen Nightmares é uma série de televisão dos Estados Unidos da América. É uma adaptação da série britânica Ramsay's Kitchen Nightmares. Na série o chef Gordon Ramsay vai a diversos restaurantes à beira da falência, tentando de alguma forma, salvá-los, através da mudança no cardápio, repaginação no salão e até demissões.
Estreou nos Estados Unidos no dia 19 de setembro de 2007, sendo  exibida pela rede Fox Broadcasting Company. No Brasil, é transmitida pelos canais de televisão a cabo GNT e Fox Life. Em Portugal, é transmitida na SIC Radical (com o título "Os Pesadelos de Ramsay") e no My Cuisine (com o título original).